# ستيوارت هاريسون
ستيوارت هاريسون (21 سبتمبر 1951 في المملكة المتحدة - ) (بالإنجليزية: Stuart Harrison)‏ هو لاعب كريكت بريطاني. لعب مع نادي مقاطعة غلاموركن للكريكت ‏.

## وصلات خارجية
- ستيوارت هاريسون على موقع إي آس بي آن كريك إنفو (الإنجليزية)